# 粗齿西南水苏
粗齿西南水苏（学名：Stachys kouyangensis var. franchetiana）为唇形科水苏属下的一个变种。

## 扩展阅读
- 維基物種上的相關：粗齿西南水苏